# 납면

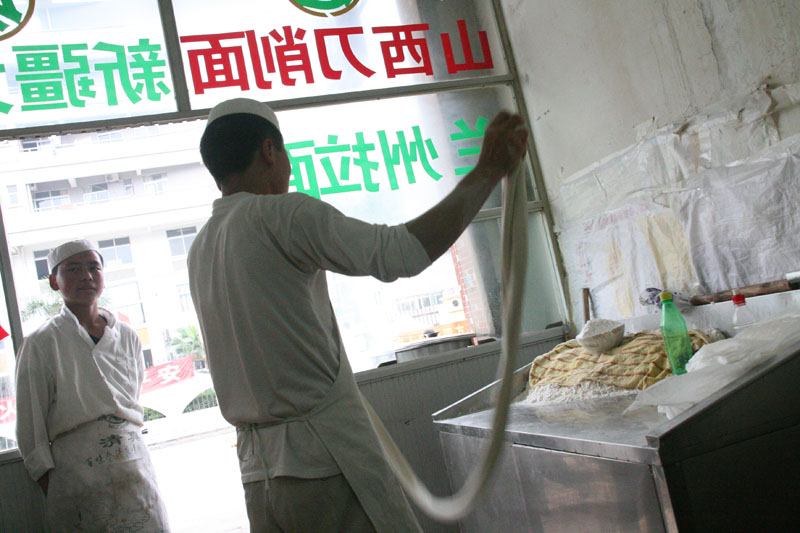
납면

납면(拉麵)은 국수 반죽을 양쪽에서 당기고 늘려 여러 가닥으로 만든 국수이다. 수타면(手打麵)이라고 부르기도 한다. 밀가루 반죽을 길게 늘려서 막대기에 감아 당긴 후 가늘게 만든 소면(素麵), 국수 반죽을 구멍이 뚫린 틀에 넣고 밀어 끓는 물에 넣어 끓여 만든 압면(押麵), 밀대로 밀어 얇게 만든 반죽을 칼로 썰어 만든 절면(切麵) 등과 구분된다.

## 같이 보기
- 소면
- 압면
- 절면
- 라그만
- 라멘
- 라면